# Arise Oh Compatriots, Nigeria's Call Obey
Arise, O compatriots, Nigeria's call obey est l'ancien hymne national du Nigeria. Il a été adopté en 1978 et abandonné en mai 2024 quand l'hymne national originel, Nigeria, We Hail Thee, fut à nouveau adopté par la signature à la loi du président Bola Tinubu.
Les paroles ont été écrites par John A. Ilechukwu, Eme Etim Akpan, B. A. Ogunnaike, Sotu Omoigui et P. O. Aderibigbe.
La musique est de Benedict Elide Odiase.

## Paroles

### Anglais
Arise, O compatriots, Nigeria's call obey
To serve our fatherland
With love and strength and faith
The labour of our heroes past
Shall never be in vain
To serve with heart and might
One nation bound in freedom, peace and
unity.
Oh God of creation, direct our noble cause
Guide our leaders right
Help our youth the truth to know
In love and honesty to grow
And living just and true
Great lofty heights attain
To build a nation where peace and justice
shall reign

### Hausa
Yaku 'yan Nijeriya ku farka;
Ku amsa kiran Nijeriya;
Domin mu yi hidima ga ƙasarmu ta haihuwa;
Domin aiki ga ƙasarmu cikin soyayya da kuzari da riƙon gaskiya;
Domin gudumawar da shuwagabaninmu 'yan kishin ƙasa suka bada;
Kada ta zama a banza;
Muyi aiki da zuciya ɗaya da girmamawa a gareta;
Domin ta kasance ƙasa ɗaya mai yanci ga kowa tare da zaman lafiya da haɗin kai.

### Igbo
Kulie ndi ala anyị
Zaa oku Nigeria
Ka anyị jee ozi ala anyi
N'ịhụnanya, n'ike, n'okwukwe
Ka ike ndị dike anyị kpara
Ghara i la n'iyi
Ji obi n'ike jee ozi
Otú obodo nwe onwe ya
Udo na ịdị n'otu.
Chukwu ony’okike
Kwado echich’oma anyi
Duzie ndi n’achi anyi
Zi umu anyi eziokwu;
Ito na nkwuba-aka oto
N’ibi ndu zir’ezi,
Itur’ugo n’ezie
N’iwu obodo eb’udo
N’ez’ikpe gachi.

### Yoruba
Dide eyin ara
Waa je ipe Naijiria
K'a fife sin 'le wa
Pel'okun at'igbagbo
Kise awon akoni wa,
ko mase ja s'asan
K'a sin t'okan tara
Ile t'ominira, at'al aafia
So d'okan
Olorun Eleda
To ipa ona wa
F'ona han asaaju
K'odo wa m'otito
K'ododo at'ife po sii
K'aye won je pipe
So won d'eni giga
K'alafia oun eto le
Joba ni 'le wa
Mo se ileri fun Orile-Ede mi Naijiria,
Lati je olododo, eniti o see f'okan tan
Ati olotito eniyan
Lati sin in pelu gbogbo agbara mi,
Lati sa ipa mi gbogbo fun isokan re
Ati lati gbe e ga fun iyi ati ogo re.
Ki Olorun ran mi l'owo

### Traduction française
Debout! Ô Compatriotes,
Obéissez l'appel du Nigéria
Pour servir notre patrie
Avec l'amour, la force et la foi
Le travail de nos héros passés
Ne sera jamais en vain
Servir avec cœur et force
Une nation liée dans la liberté, la paix et unité.
Oh Dieu de la création,
Dirigez notre noble cause
Guidez nos dirigeants correctement
Aidez nos jeunes à connaître la vérité
Dans l'amour et l'honnêteté pour grandir
Et vivre juste et vrai
Des grandes hauteurs atteignent
Pour construire une nation où la paix et la justice régneront.

## Engagement national
L'engagement d'allégeance nigérian est récité immédiatement après la lecture de l'hymne national nigérian
Il a été écrit par le Prof (Mme) Felicia Adebola Adedoyin en 1976.
I pledge to Nigeria my country.
To be faithful, loyal and honest.
To serve Nigeria with all my strength
To defend her unity and uphold her honour and glory
So help me God